# 圣莫尔代布瓦
圣莫尔德布瓦（法語：Saint-Maur-des-Bois，法語發音：[sɛ̃ mɔʁ de bwa]）是法国芒什省的一个市镇，属于阿夫朗什区。

## 地理
圣莫尔德布瓦（48°49'20"N, 1°9'27"W）面积4.97 平方千米，位于法国诺曼底大区芒什省，该省份为法国西北部沿海省份，西、北、东北三面环大西洋，东起顺时针与卡爾瓦多斯省、奧恩省、马耶讷省和伊勒-维莱讷省接壤。
与圣莫尔德布瓦接壤的市镇（或旧市镇、城区）包括：圣欧班德布瓦、布瓦西翁、拉沙佩勒塞斯兰、圣塞西尔。
圣莫尔德布瓦的时区为UTC+01:00、UTC+02:00（夏令时）。

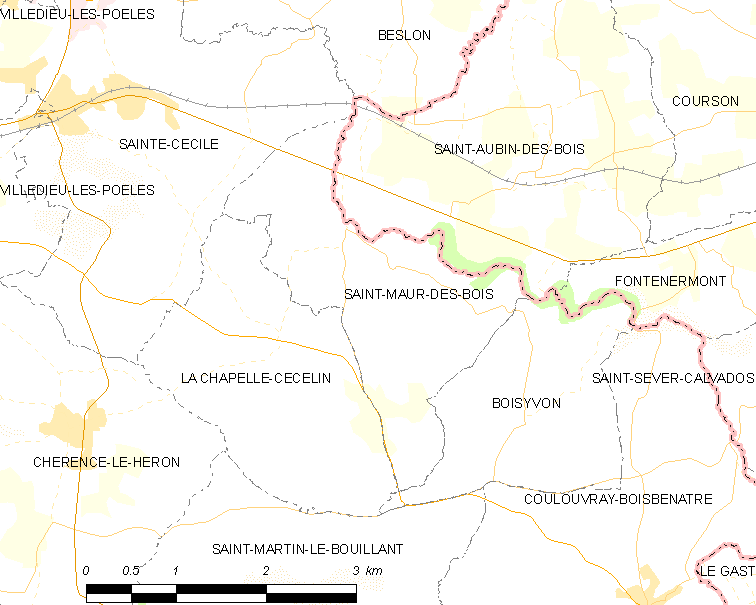
圣莫尔德布瓦的OSM定位图

## 行政
圣莫尔德布瓦的邮政编码为50800，INSEE市镇编码为50521。

## 政治
圣莫尔德布瓦所属的省级选区为维勒迪约莱普瓦勒-鲁菲尼县。

## 人口

1962-2008年间圣莫尔德布瓦人口变化图示

圣莫尔德布瓦于2022年1月1日时的人口数量为157人。